# Wyspy Cooka na Mistrzostwach Świata w Lekkoatletyce 2017
Wyspy Cooka na Mistrzostwach Świata w Lekkoatletyce 2017 – reprezentacja Wysp Cooka podczas mistrzostw świata w Londynie liczyła 1 zawodniczkę, która nie zdobył medalu.

## Skład reprezentacji
| Zawodniczka   | Konkurencja        | Eliminacje | Eliminacje | Półfinał | Półfinał | Finał | Finał   |
| Zawodniczka   | Konkurencja        | Wynik      | Pozycja    | Wynik    | Pozycja  | Wynik | Pozycja |
| ------------- | ------------------ | ---------- | ---------- | -------- | -------- | ----- | ------- |
| Patricia Taea | Bieg na 100 metrów | 12,18      | 40.        | NQ       | NQ       | NQ    | NQ      |